# Primrose Island
Primrose Island är en ö i Kanada.   Den ligger i territoriet Nunavut, i den östra delen av landet, 2 300 km nordväst om huvudstaden Ottawa. Arean är 25,4 kvadratkilometer.
Terrängen på Primrose Island är platt. Öns högsta punkt är 50 meter över havet. Den sträcker sig 6,0 kilometer i nord-sydlig riktning, och 7,7 kilometer i öst-västlig riktning.
Trakten runt Primrose Island består i huvudsak av gräsmarker. Trakten runt Primrose Island är nära nog obefolkad, med mindre än två invånare per kvadratkilometer.